# Antonín Cechner
Antonín Cechner (25. dubna 1857 Praha-Nové Město – 24. září 1942 Mělník) byl český architekt, restaurátor, středoškolský pedagog a znalec středověkých památek.

## Život a dílo
Absolvoval vyšší reálku v Praze a v letech 1876–1882 studoval inženýrské stavitelství na České vysoké škole technické v Praze. Stavební praxí prošel u arch. Bedřicha Tesaře (1882–1884) a poté ve stavební huti Josefa Mockera při dostavbě chrámu sv. Víta (1885–1895). Polemizoval se způsobem oprav Karlštejna v letech 1887–1889. Dne 31. srpna 1889 pojal za manželku Zdeňku Kvapilovou, sestru dramatika Jaroslava Kvapila.
V letech 1895–1900 byl Cechner učitelem na Odborné škole pro sochaře a kameníky v Hořicích. V období 1901–1926 vyučoval ve Státní průmyslové škole na Smíchově. Od roku 1903 působil jako redaktor časopisu Architektonický obzor a spolupracoval na Ottově slovníku naučném. Byl místopředsedou Syndikátu výtvarných umělců.

### Publikace
- Antonín Cechner, O slozích stavebních, Praha 1898 (1900, 1907)
- Antonín Cechner, Slohy stavební, Praha 1904
- Antonín Cechner, A. Sedláček, Hrad Krakovec, Praha 1914

### Soupisy památek
V rámci edice Soupis památek historických a uměleckých provedl soupisy okresů:
- 1901 Hradec Králové
- 1909 Nová Paka
- 1911 Rakovník I. Hrad Křivoklát
- 1913 Rakovník II. Okres
- 1921 Kaplice
- 1930 Broumov